# رهوشي ويلز
رهوشي ويلز (بالإنجليزية: Rhoshii Wells)‏ (30 ديسمبر 1976 – 11 أغسطس 2008) هو ملاكم أمريكي راحل، مثّل بلاده في الألعاب الأولمبية الصيفية 1996.

## روابط خارجية
رهوشي ويلز على موقع بوكس ريك (الإنجليزية) (registration required)
- رهوشي ويلز على موقع أوليمبيديا (الإنجليزية)